# James Macpherson
James Macpherson (skót gaelül Seumas MacMhuirich) (1736. október 27. – 1796. február 17.) skót költő, az Osszián-énekek írója. A világirodalom egyik legnagyobb hatású költője, aki eltitkolta nevét, hogy skót hazája ősi dicsőségét népszerűsítse otthon és az egész világon.
Goethére és Herderre ugyanúgy hatott, mint Petőfire és Aranyra. Stílusa és történeteinek légköre nyomot hagyott a finn Lönnrot eposzszerkesztésén és az amerikai Longfellow kitalált indián hőskölteményén is. Tette a romantika egyik fontos előjátékának bizonyult.

## Korai évei
Ruthvenben született 1736-ban. Később tanárként is itt kezdte pályafutását. Vidéki polgárcsalád fia volt. Otthon szerették a verseket és dalokat. Sihederkorától fogva költő és tanító akart lenni. Jó tanuló is volt, kitűnő nyelvérzéke folytán már a középiskolában jól megtanult latinul is, görögül is. Kedvelte a különböző skót nyelvjárásokat. Elvégezte az aberdeeni, majd az edinburgh-i egyetemet.

## Munkássága kezdete
Ezekben az években sok verset írt, s közülük jó néhányat ki is adott. Mire azonban a könyv megjelent, oly rossznak érezte mindazt, amit addig írt, hogy összes kéziratát és a kész könyv valamennyi példányát tűzre vetette.
Ekkor már befejezte tanulmányait és egy vidéki iskolában nyelvtanár lett. Itt ismerkedett meg Carlyle-lal, a neves történésszel és történetfilozófussal. Abban a városban alkalma volt, hogy megtanulja a skót ősnyelvet, a gaelt, amelyet azon a tájon még néhány faluban beszéltek. Carlyle javasolta, hogy menjen el erre a hegyi tájra, mert talán talál népajkon élő ősi dalokat és regéket. Ekkor 25 éves volt. A biztatásra el is indult.
Néhány hét alatt meg is ismert néhány mesemotívumot, vagyis régi meséknek a népemlékezetben megmaradt töredékeit, és olyan dalokat, amelyek úgyszintén véletlenül megmaradt töredékei voltak hajdani hősénekeknek. Ezeket lejegyezte és lefordította angolra is, skót tájszólásra is. Ezt a kis gyűjteményt egy kiadó megjelentette, s váratlan sikere volt. Macpherson mint gael ősi dalok fordítója elismert lett az irodalmi körökben. Még Londonba is eljutott a fordításkötet és a fordító neve.

## Az Osszián-énekek megírása
Ekkor úgy gondolta, hogyha huzamosabb ideig járja a skót felvidéket, teljes művekre is találhat. Elindult, faluról falura járt, parasztokkal és falusi tanítókkal hosszasan elbeszélgetett. De amit keresett, az ősi gael hőskölteményt sehol se lelte. Mégsem akart eredménytelenül hazamenni, hiszen nagy hangon hirdette, hogy ősi skót eposszal fog visszatérni.
Találkozott azonban valamelyik népmesében egy varázserejű költő – azaz bárd – nevével. Ezt az énekes varázslót Oisinnak hívták. Ez a név sehogy se tetszett neki. Addig játszott a betűkkel, míg ki nem alakította az ősköltő tetszetős nevét. Ezt az ősi lángelmét Ossziánnak hívták, a III. században élt, vak volt, mint az őseposzok állítólagos költői. Apja király volt, Fingalnak hívták, emberfeletti vitézségű hős, körülötte vitézek éltek, haltak, nagy emlékeket hagytak maguk után.
És voltak szerelmes ifjak, férfiak, leányok. Csak éppen ki kellett találni a történetüket. Macpherson pedig ekkorra már igazi nagy költővé fejlődött. A hegyes-völgyes, borzongatóan ködös felvidék balladai hangulata pontosan megfelelt azoknak a történeteknek, amelyeket kitalált és választékos angolsággal meg is írt. Az olvasók kezdetben ritmikus prózának tekintették a szöveget, mert még nem ismerték a „szabadvers” kifejezést.

## Sikeressé válása és további munkái
Nem vallotta be, hogy ő írta, csak mint fordító szerepelt a Fingal című, eredetileg gael nyelven alkotott mű címlapján. A siker óriási volt, híre túlterjedt Nagy-Britannián is. A szerzőt, Ossziánt nagy felfedezésnek tartották. Lassanként odasorolták Homérosz mellé.
Macphersonnak volt már annyi pénze, hogy bejelentse, visszautazik a felvidékre, mert nyilván van még több Osszián alkotta költemény. Igaz, közben Amerikában járt, ott is volt rá kiadói igény. Így megírhatta a többi, rövidebb, ballada-jellegű Osszián-művet, a Zelmai dalokat, a Djardult és a Temora címűt.
Úgy jött haza, hogy a felvidéki eldugott falvakban gyűjtötte és fordította ezeket. Most már mint „Osszián műveit” adatta ki az egész gyűjteményt. Macphersont ünnepelték, jól fizetett, munkát nem igénylő állami hivatalokat is kapott, képviselő is lett. Közben elkészítette az Iliasz-fordítást. Ez valódi fordítás, méghozzá pontos fordítás volt. Ezután összegyűjtötte dokumentumgyűjteményének az adatait is.

## Leleplezése és annak hatásai
Samuel Johnson mérges kritikus volt, ráadásul sokkal jobban tudott gaelül, mint Macpherson. Nem volt rest, kocsiba szállt és elutazott arra az eldugott vidékre. Ott nyomát se találta nemhogy a híressé vált ősi énekeknek, de még Osszián nevét sem ismerte ott senki.
Nagy tanulmányban mutatta ki, hogy az egész gyűjtemény hamisítvány. Ő hamisítványnak nevezte, holott nem lévén eredetije, hamisítani se lehetett. Az olvasók hitték is, nem is. A kritikus a sajtó útján felszólította Macphersont, hogy ha nincs a kezében, utazzék vissza a felvidékre és írja vagy írassa le az eredeti gael szövegeket.
A fordító – vagyis a költő – úgyszintén újságban válaszolt, hogy nincs már pénze ilyen utazásra, még kevésbé a leíratásra. Ez ugyan nem volt igaz, ebben az időben a kiadóktól elegendő pénzt is kapott, jó fizetésű, munka nélküli állása is volt. Az olvasóközönség azonban nem őt marasztalta el, hanem az okvetetlenkedő kritikust. Az olvasók ragaszkodtak Osszián létéhez és élvezték a valóban szép, ködös költeményeket.
Amikor Johnson igen kemény szavakkal leleplezte, nem tört ki általános botrány. Az irodalom illetékesei és az olvasók túlnyomó többsége úgy tett, mintha nem vette volna észre a kritikát. Nemcsak a skótok, hanem az írek, a walesiek, de még az angolok is szerették, hogy kelta ősöktől származnak, tehát hinni akarták az ősi kelta kultúra nagyszerűségét. Elhitték Ossziánt, nem szóltak Macphersonról.

## Halála
Idősebb korára Belville-ben vett egy birtokot, itt hunyt el 1796. február 17-én, 59 évesen. Később maradványait elvitték Skóciából, hogy a Westminsteri apátságban temessék el.

## Művei magyarul
- Osián' énekei, 1-3.; eredeti gael mértéken ford. Fábián Gábor; Egyetemi Ny., Buda, 1833
- Ossian költeményei. Magyar versekben Kálmán Károlytól; ford, Kálmán Károly; Magyar Tudományos Akadémia, Bp., 1911
- Osszián énekei; ford. Kazinczy Ferenc, ill. Banga Ferenc, Szemethy Imre, utószó Buda Attila; ELTE Historia Litteraria Alapítvány–Képes Próza Tár, Bp., 1998 (Képes próza tár)